# Явор (город)
Явор (пол. Jawor, нем. Jauer) — город в Польше, входит в Нижнесилезское воеводство, Яворский повят. Занимает площадь 18,8 км². Население 24 477 человек (на 2004 год).

## История
В 1980-х годах города Явор (Польша) и Кувандык (СССР, Оренбургская область) были объявлены породненными городами, между ними состоялся обмен дружественными визитами.

## Транспорт
В городе железнодорожная станция Явор и остановочный пункт железной дороги (платформа) Стары-Явор, расположен в дзельнице Стары-Явор.

## Известные уроженцы
- Эбштейн, Вильгельм (1836—1912) — немецкий медик.

## Фотографии

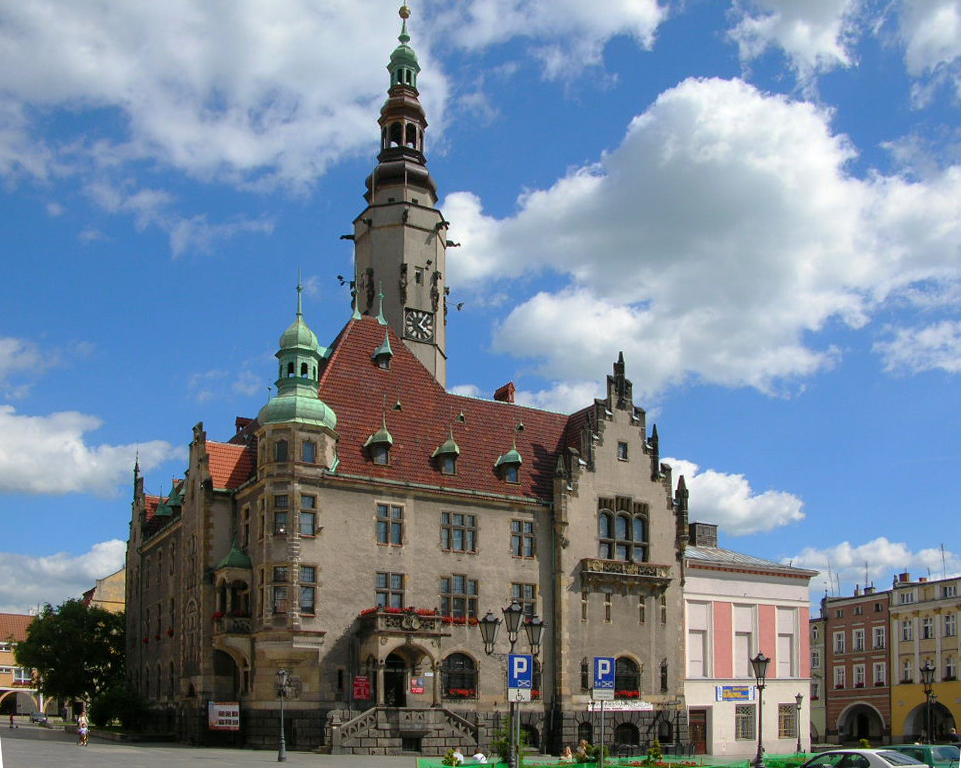
Ратуша
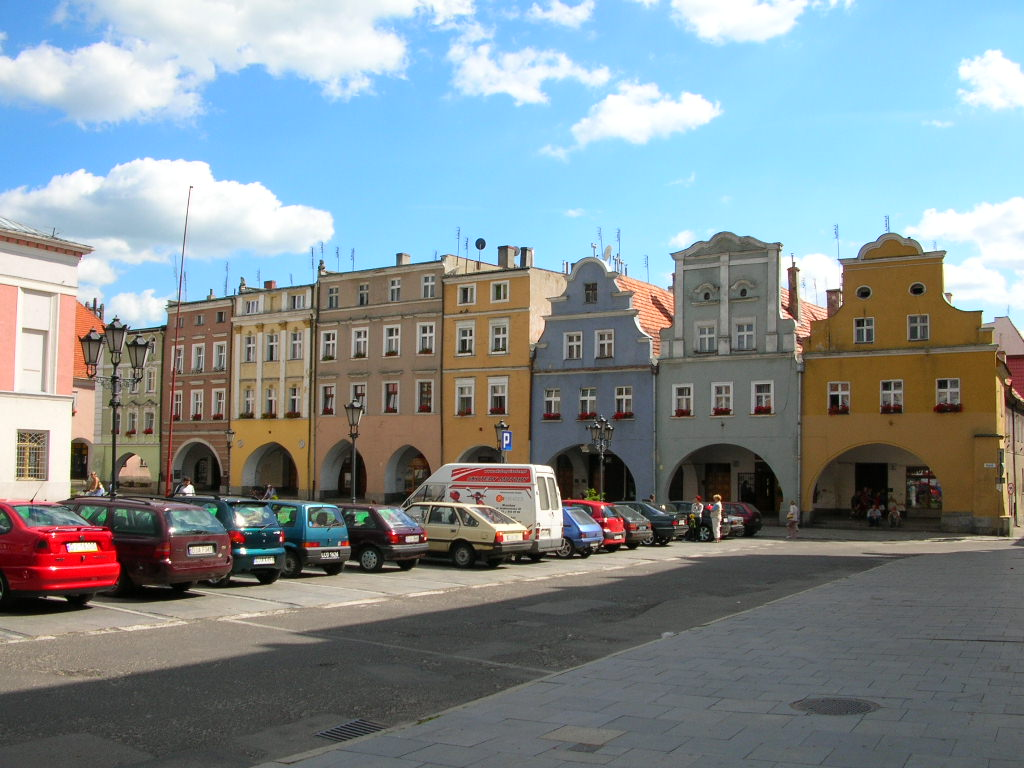
Рыночная площадь
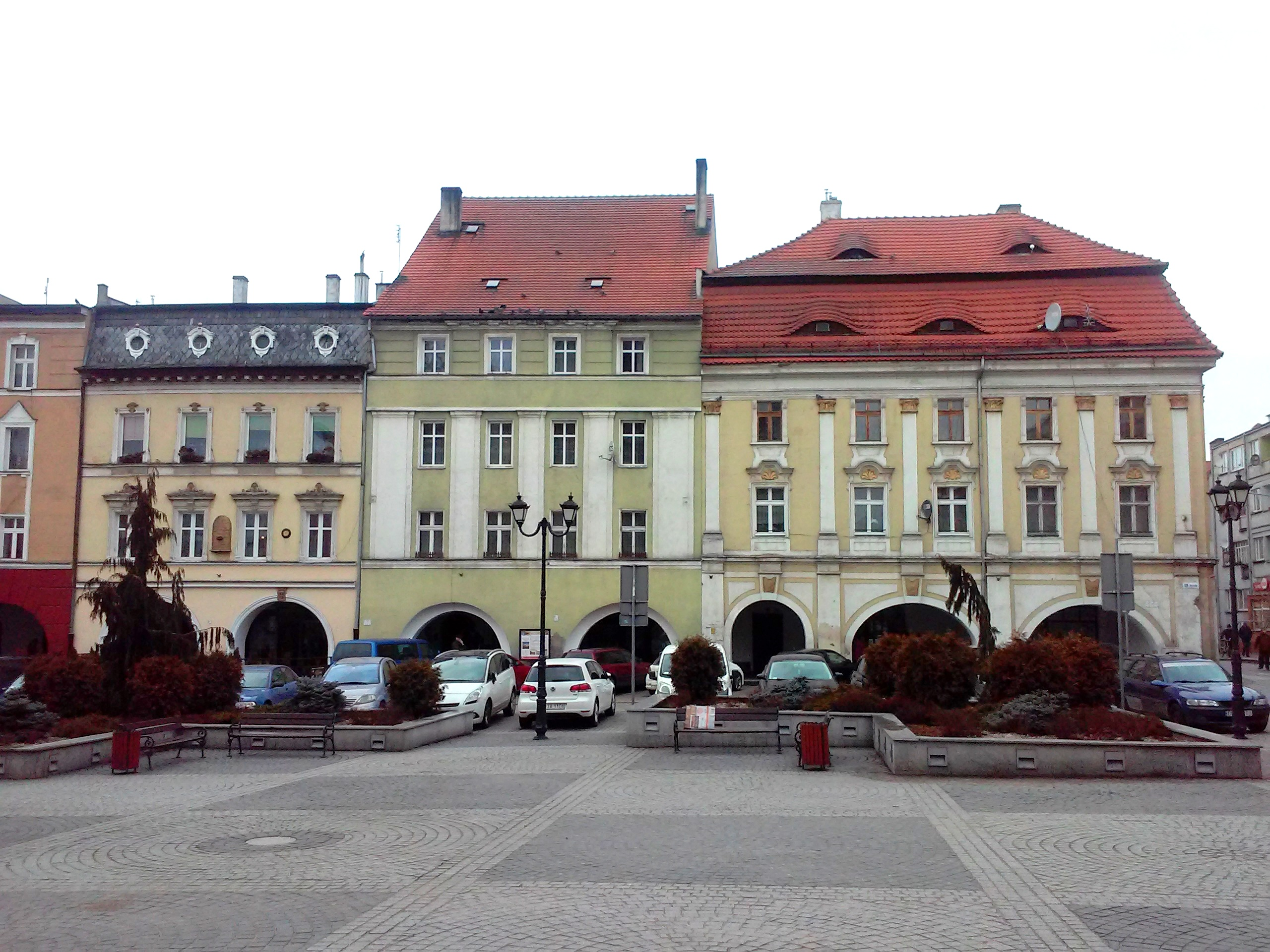
Дома на рыночной площади
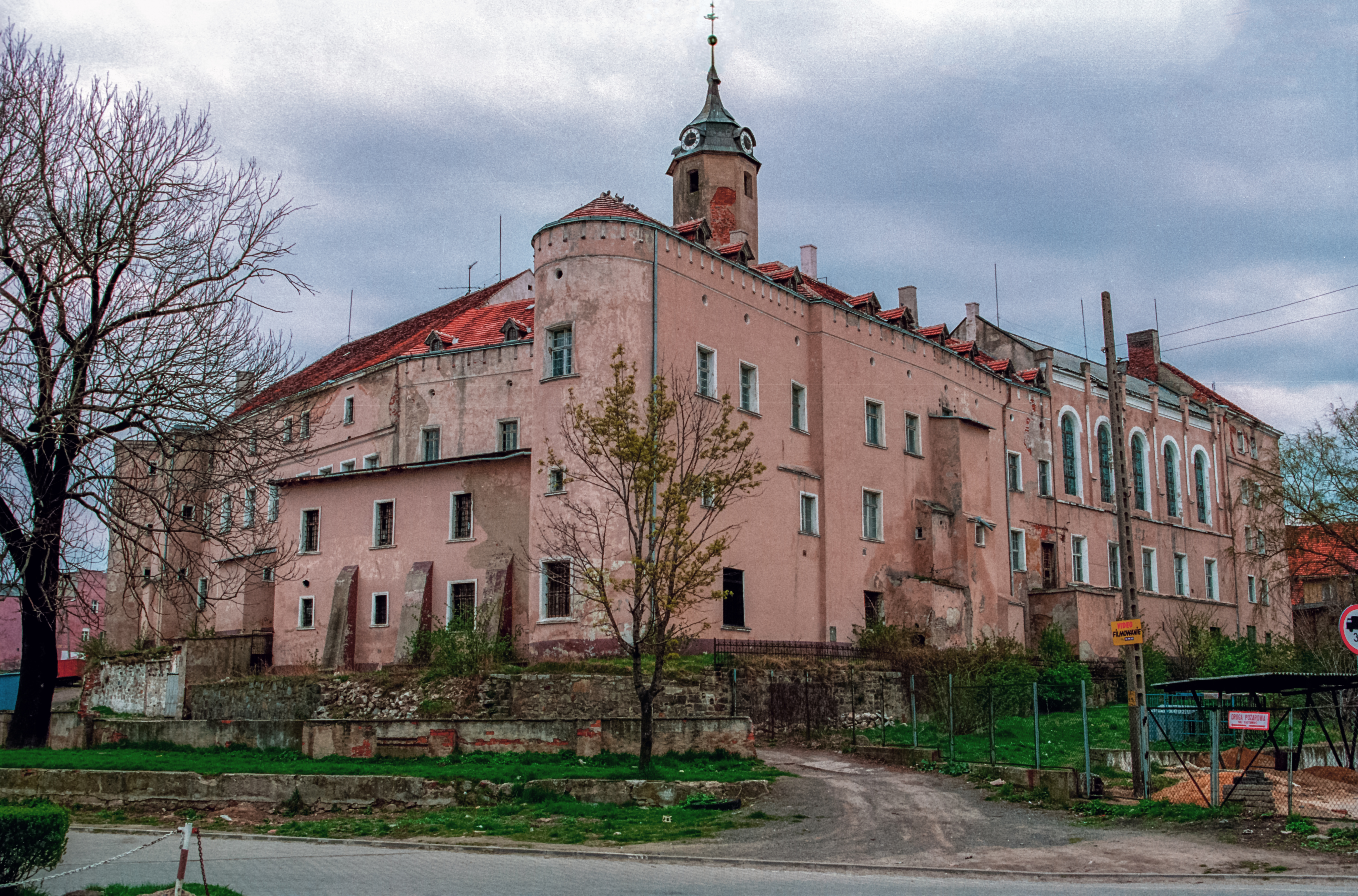
Замок
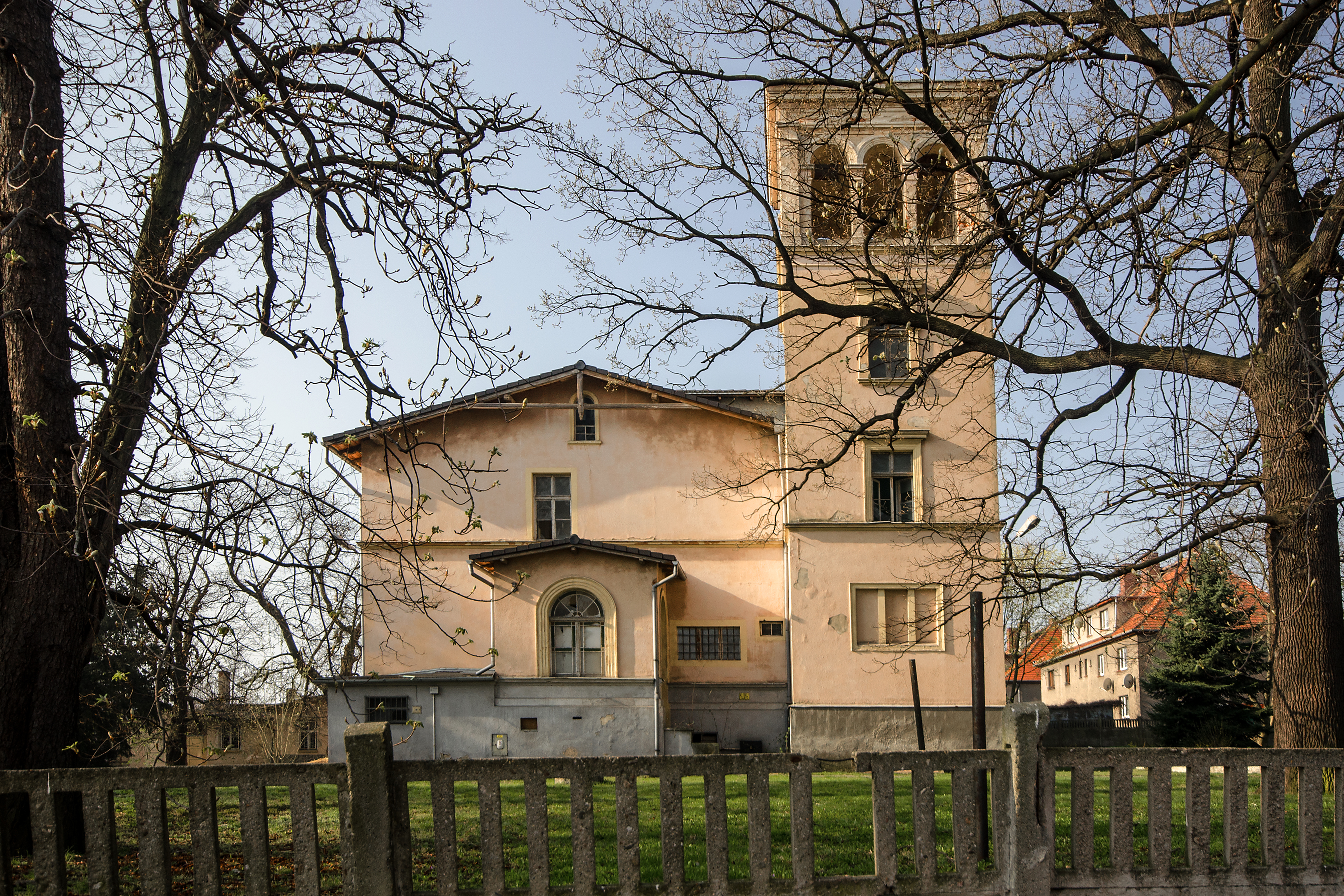
Вилла
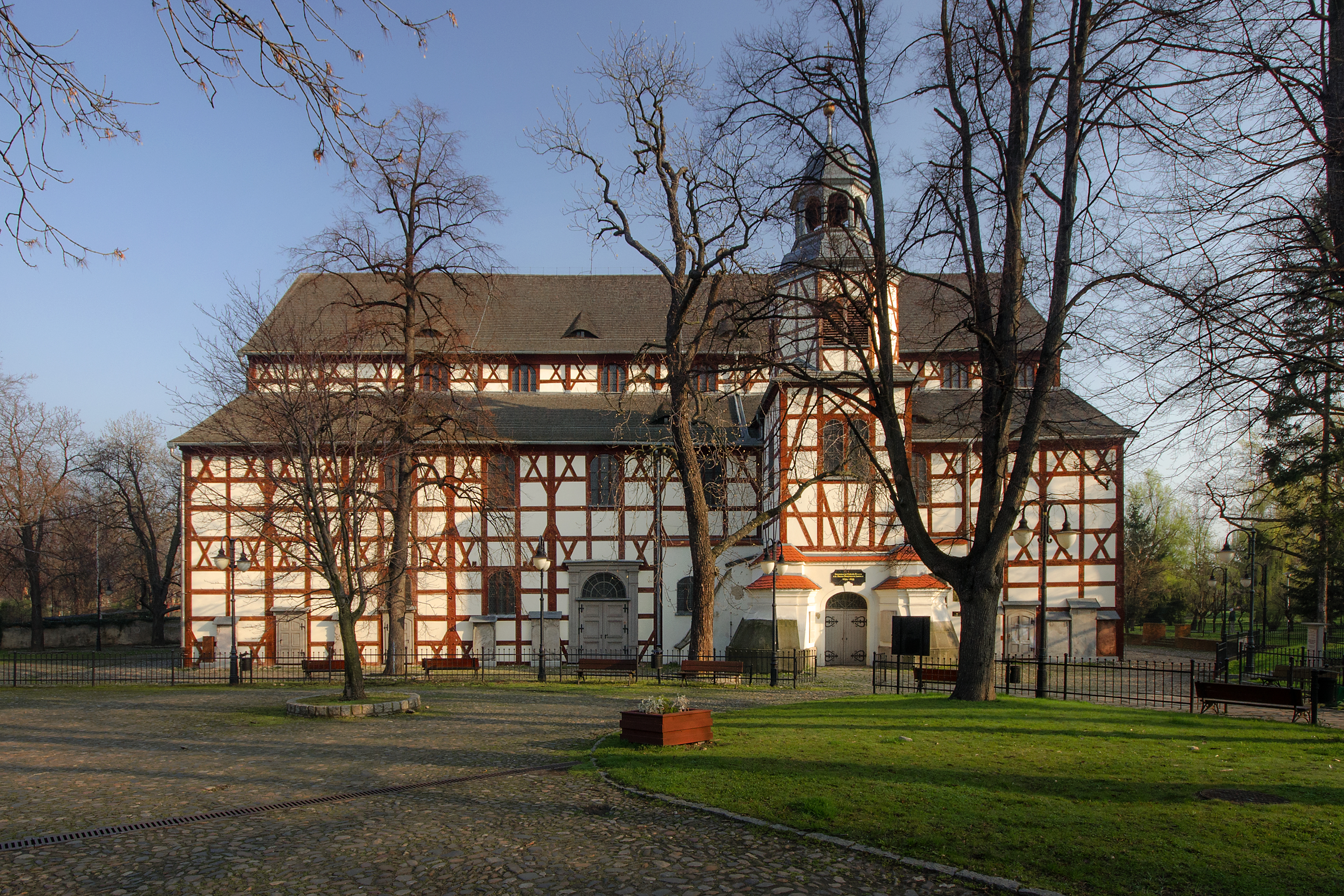
Церковь Мира (Явор)
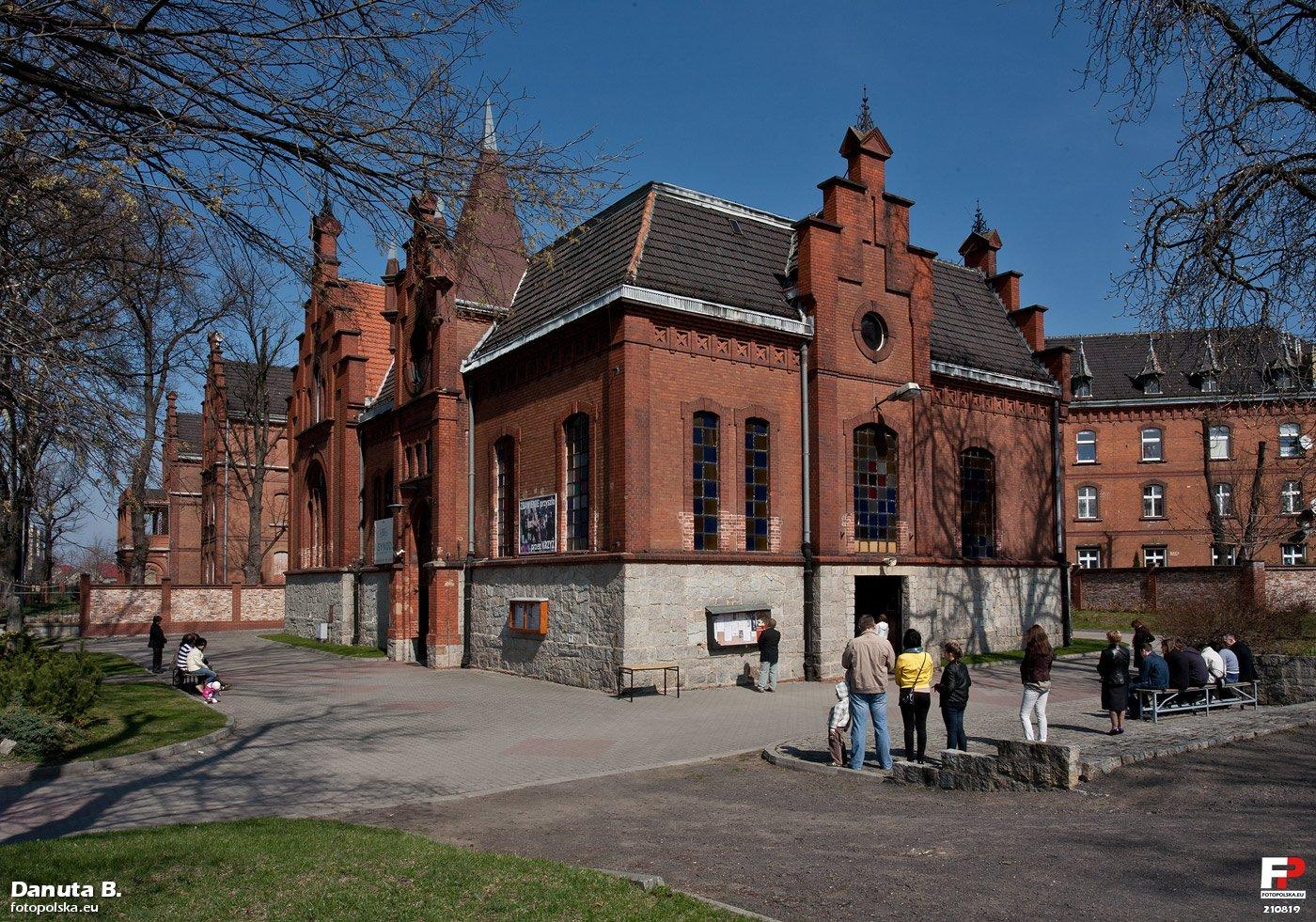
Церковь Божьего Милосердия
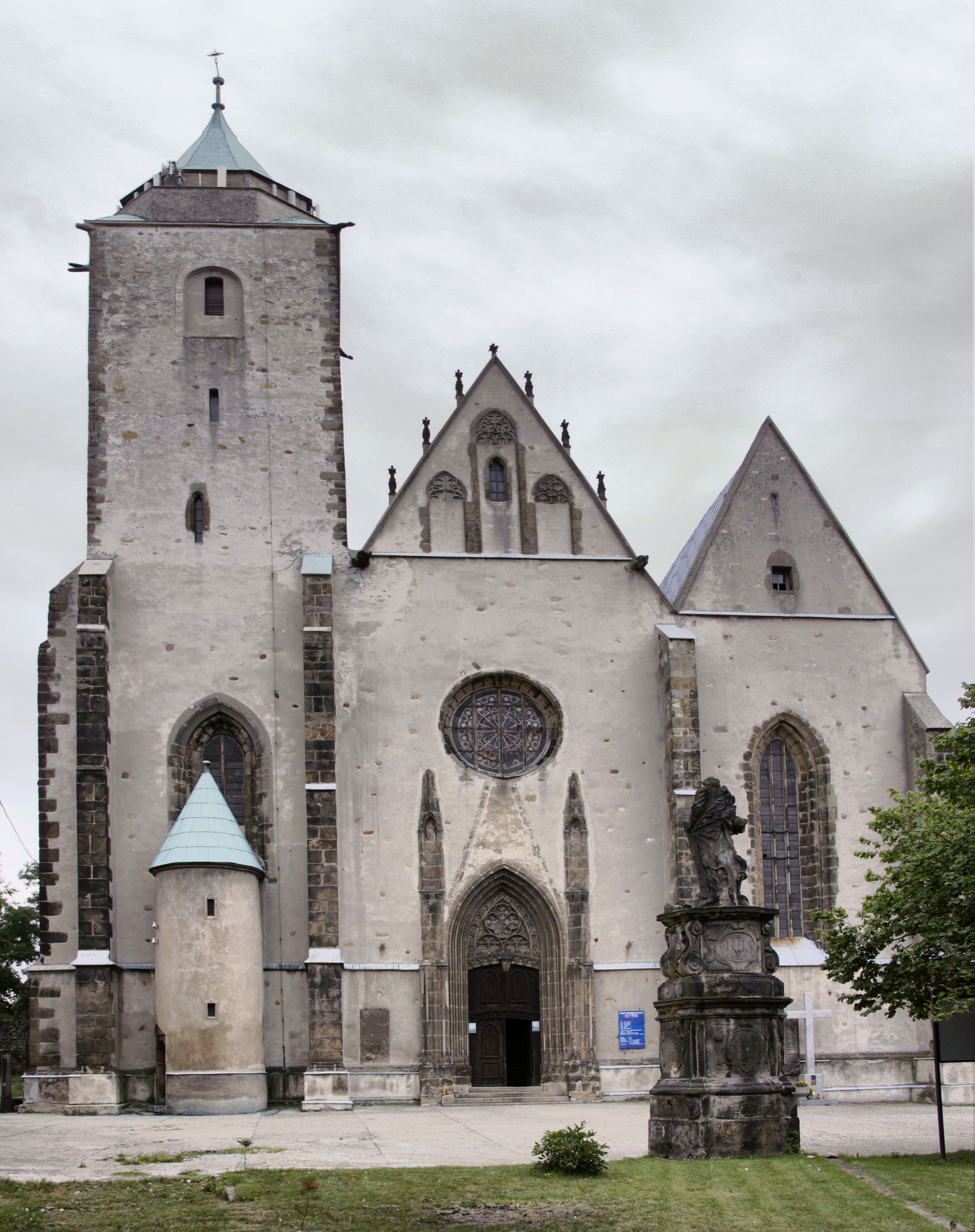
Церковь Св. Мартина
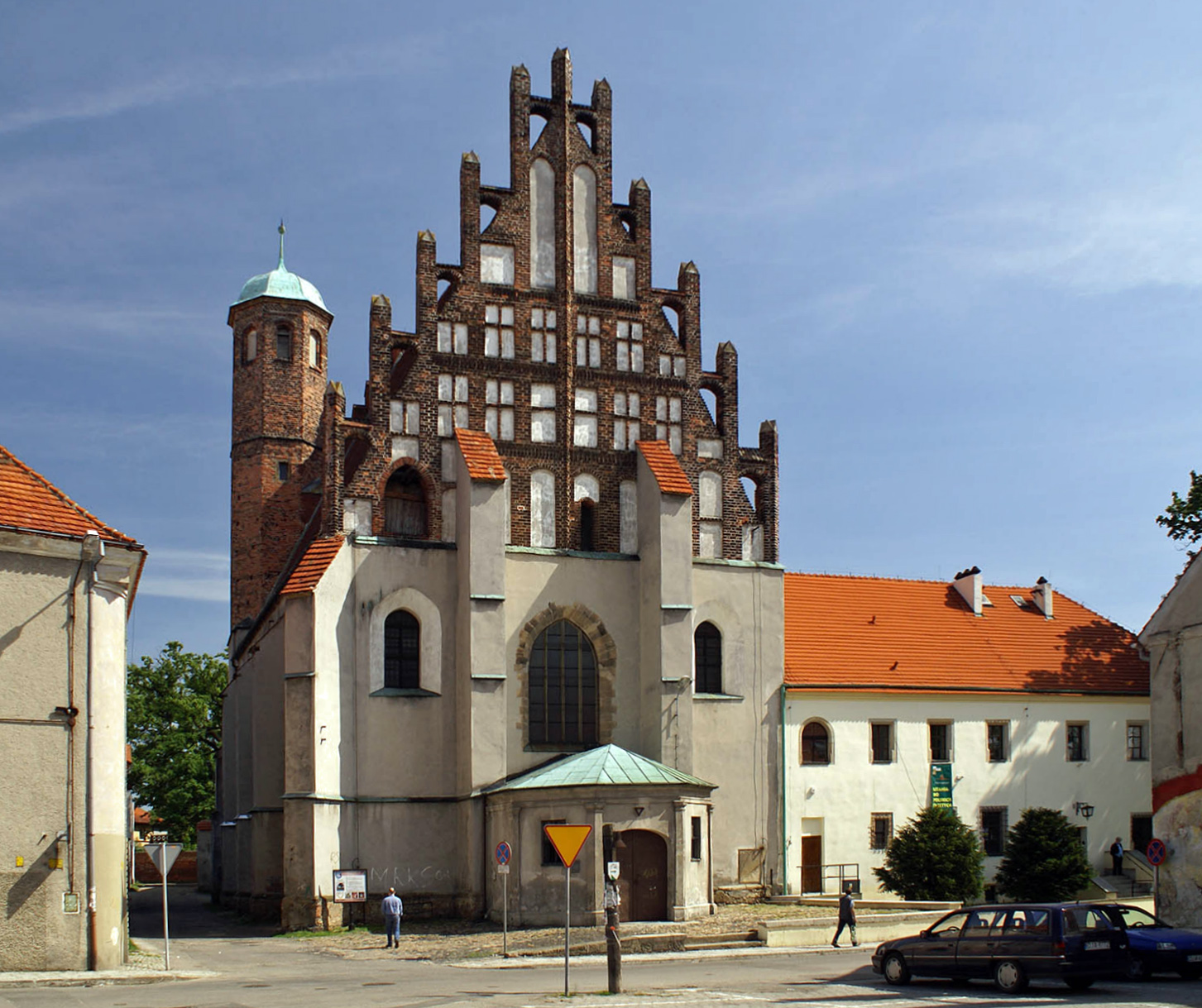
Монастырская церковь